# Chrysler Natrium
Der Natrium ist ein Brennstoffzellenfahrzeug von Chrysler, das am 12. Dezember 2001 auf der Electric Transportation Industry Conference in Sacramento präsentiert wurde.
Technische Basis ist ein Chrysler Town & Country (Typ RS), der in Europa als Chrysler Voyager (Typ RG) bekannt ist.
Als Kraftstoff dient das Salz Natriumborhydrid (NaBH4), aus dem mit Hilfe eines Katalysators Wasserstoff zum Betrieb der Brennstoffzelle gewonnen wird. Dieses Konzept ermöglicht eine Reichweite von 500 km.
In einem Reformer wird das Natriumborhydrid in Natriumtetraborat Na2B4O7 und Wasserstoff umgesetzt. Die damit umgewandelte Energie wird in einem 55-kWh-Lithium-Ionen-Akkumulator zwischengespeichert. Der Antrieb erfolgt durch einen 35-kW-Wechselstrommotor.
Da kein Kohlenstoff im Kraftstoff vorhanden ist, entsteht beim Betrieb des Systems kein Kohlenstoffdioxid CO2.